# Cúmul de Perseu
El cúmul de Perseu (Abell 426) és un cúmul de galàxies en la constel·lació a constel·lació de Perseu. És un dels objectes més massius de l'univers, que conté milers de galàxies immerses en un vast núvol de gas de milions de graus.

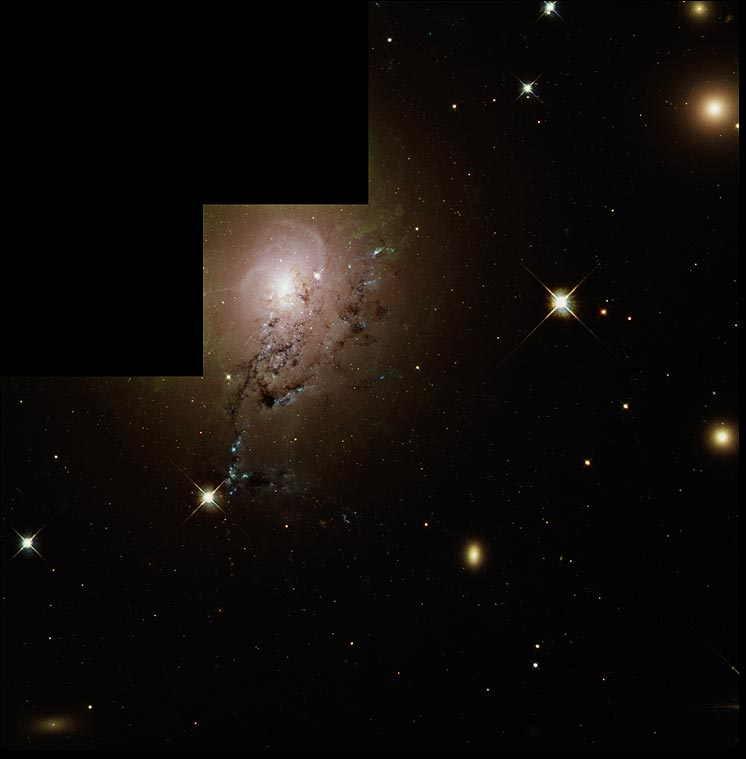
Imatge del parell de galàxies alineades Perseu A i HSV pel HST.

La detecció de l'emissió de rajos X des de Per XR-1 es va produir durant un vol de coet Aerobee l'1 de març de 1970, la font pot estar associat amb NGC 1275 (3C 84), i va ser reportat en 1971. El cúmul de galàxies és el cúmul de galàxies més brillant en el cel quan s'observa en la banda de rajos-X.